# Кротон (мифология)
Кротон (др.-греч. Κρότων) — в древнегреческой мифологии герой, эпоним города Кротон (ныне Кротоне). Его жена Лаврета. Его люди захватили город амазонок, основанный Клетой.
Оказал гостеприимство Гераклу. Кротон пытался спасти своего тестя Лакиния, который похитил у Геракла коров, но погиб от руки Геракла. Геракл случайно убил его, устроил великолепное погребение и соорудил гробницу, предсказав, что здесь в грядущем будет город.